# ور (بادن)
شهر ور (به آلمانی: Wehr) در ایالت بادن-وورتمبرگ در کشور آلمان واقع شده‌است.